# تپه مگله
تپه مگله مربوط به دوره نوسنگی - مفرغ است و در شهرستان کرمانشاه، بخش کوزران، دهستان سنجابی، روستای چغا الهی واقع شده و این اثر در تاریخ ۲۷ اسفند ۱۳۸۶ با شمارهٔ ثبت ۲۲۴۲۴ به‌عنوان یکی از آثار ملی ایران به ثبت رسیده است.